# Powerball (jeu vidéo)
Pour les articles homonymes, voir Powerball.
Powerball (aussi connu sous le nom Wrestleball) est un jeu vidéo de sport futuriste sorti en 1991 sur Mega Drive. Le jeu a été développé et édité par Namco. Il est disponible sur la console virtuelle de la Wii.

## Accueil
- Electronic Gaming Monthly : 27/40[1]
- IGN : 6/10[2]